# Basílica de la Santísima Virgen María (Lodonga)
La Basílica de la Santísima Virgen María (en inglés: Basilica of the Blessed Virgin Mary) es un edificio religioso del tipo basílica católica menor dedicado a la Santísima Virgen María situado en la localidad de Lodonga, en el país africano de Uganda. La basílica está bajo la circunscripción de la diócesis de Arua. El edificio fue dedicado oficialmente el 26 de mayo de 1961.